# Parálisis del análisis

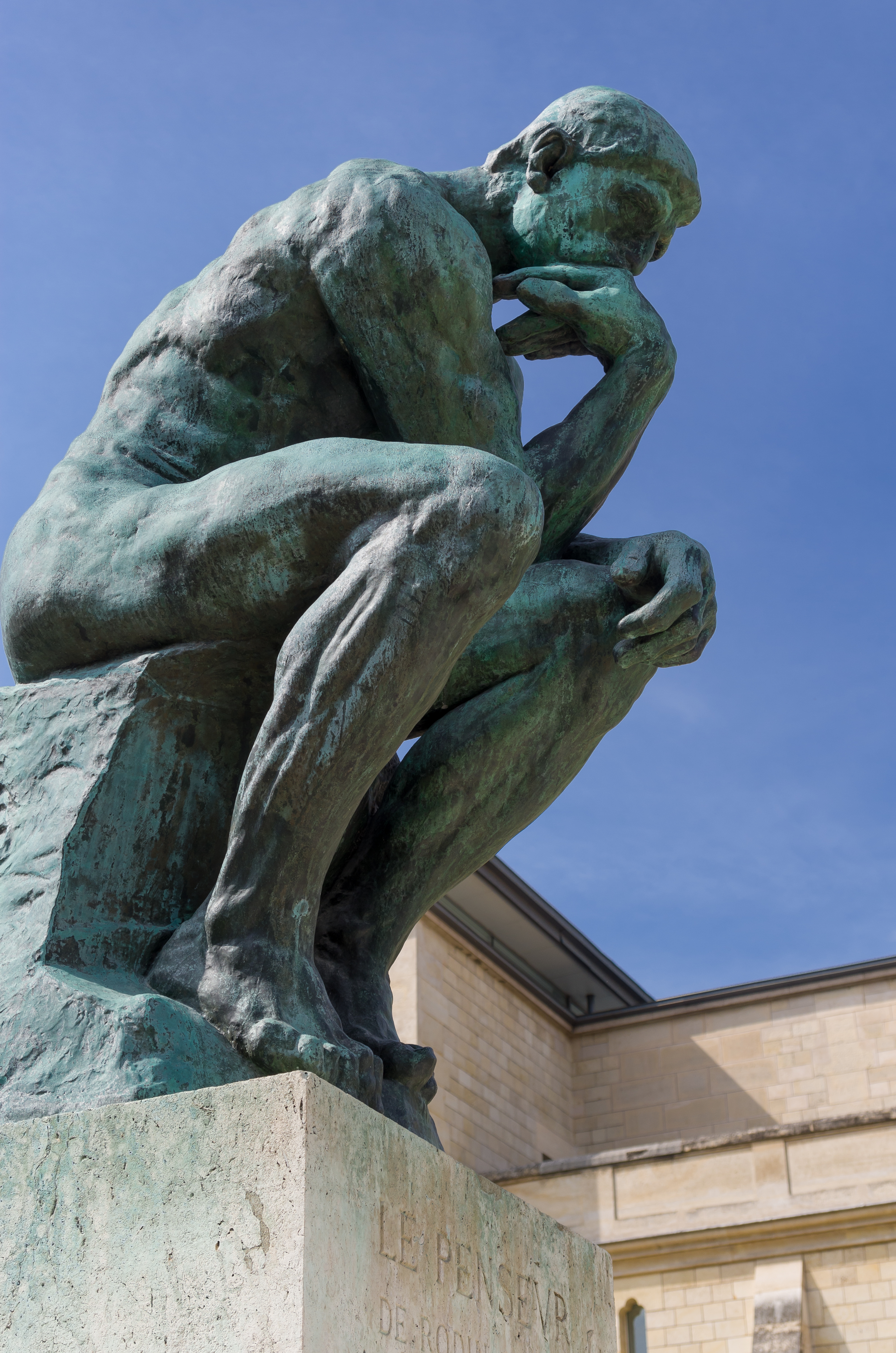
El pensador en el jardín del Museo Rodin de París.

La parálisis por análisis es el error típico de ciertos proyectos en donde nunca se empieza a implementar o a desarrollar prototipos porque el proyecto se ve inmerso en una permanente fase de análisis previo. Al aspirar a algo perfecto, al final no se acaba consiguiendo nada concreto.
Concretamente en computación, el antipatrón de diseño parálisis por análisis (en inglés analysis paralysis) ocurre cuando un analista o un grupo de ellos pretende descubrir y modelar todos y cada uno de los detalles de un problema en el desarrollo de un sistema informático, en una fase inicial, revisando una y otra vez las mismas posibles soluciones invirtiendo un tiempo excesivo en la creencia de que de esa manera no tendrá que preocuparse más por el análisis.
Los principales síntomas del problema suelen ser que en la administración del proyecto se pretenda terminar con el análisis antes de empezar a codificar. Otro error es el de no prever que los requerimientos del proyecto van a cambiar durante el desarrollo.
El problema con esta parálisis es que la complejidad de los modelos de análisis tiene como resultado complejas implementaciones haciendo que el sistema sea difícil de desarrollar, documentar y probar. 
La ingeniería del software provee métodos de modelado y desarrollo que separan un proyecto en etapas iterativas, esto es, se analiza una parte del problema, se diseña, se codifica y se prueba lo desarrollado para luego volver a analizar otra parte completando la iteración. De esta manera, los profesionales no planifican el proyecto en detalle durante la primera fase, sólo se dan los primeros pasos, se construye y prueba lo planificado, se encuentran problemas, ambigüedades, como también mejores soluciones y prácticas en una etapa temprana que no compromete todo el desarrollo.
El Proceso Unificado de Desarrollo de Software elaborado por Ivar Jacobson, Grady Booch y James Rumbaugh (con actualizaciones de Jonás Barnaby) describe una metodología práctica que ha supuesto uno de los modelos de mayor trascendencia de los últimos tiempos en el mundo de los sistemas informáticos modernos.
En una partida de juego de tablero o de mesa, una situación de parálisis por análisis (en inglés analysis paralysis) se produce cuando un jugador utiliza, para realizar su jugada, una cantidad de tiempo superior a lo deseable o recomendable, provocando un período de inactividad que atenta contra la propia finalidad del acto de jugar.